# Centro de Computação da Coreia
O Centro de Computação da Coreia (hangul: 조선콤퓨터중심; rr: Joseon Kompyuteo Jungsim) é o centro de pesquisa de informática do governo da Coreia do Norte. Foi fundado em 24 de outubro de 1990. O CCC administra o código TDL .kp e desenvolve a maioria dos softwares disponíveis no país. Atualmente, emprega cerca de 1.000 pessoas.
O CCC opera oito centros de desenvolvimento e produção, além de onze centros de informação regionais. Também administra a Faculdade de Informática CCC e seu instituto de tecnologia da informação. O CCC tem escritórios na China, Alemanha, Síria e Emirados Árabes Unidos. Mantém um interesse em linux, atualmente desenvolvendo o Red Star OS.

## Exemplos Softwares desenvolvidos pelo CCC
- Red Star OS
- Naenara
- Sogwang Office